# ヴィクトル・バランニコフ
ヴィクトル・パヴロヴィチ・バランニコフ（ロシア語: Ви́ктор Па́влович Бара́нников、ラテン文字転写の例：Viktor Pavlovich Barannikov、1940年10月20日 - 1995年7月21日）は、ソ連、ロシア連邦の内務官僚。元保安相。

## 来歴・人物
沿海地方ポジャルスキー地区フェドシエフカ出身。学校卒業後、エラブシュスキー機械工場で働く。
1961年、地区監察官として民警（警察）に入る。1963年、エラブシュスキー民警特殊中等学校、1968年、内務省モスクワ高等学校スヴェロドロフスク学部を卒業。民警班長、捜査業務担当民警地区課副課長として働く。ソ連内務省中央機構に移り、外貨犯罪と貴金属横領を管掌する社会主義財産横領対策局第7課を指揮。
1988年6月、バクー情勢の調停のためにアゼルバイジャン・ソビエト社会主義共和国内務第一次官として派遣される。1990年7月からロシア・ソビエト連邦社会主義共和国内務第一次官、同年9月から内相。
1991年8月23日、ソ連8月クーデターの4日後にソ連内相に任命。ソ連崩壊後、12月26日、ロシア・ソビエト連邦社会主義共和国保安・内務相、1992年1月15日、連邦保安局（AFB）長官、1月24日、保安相。1993年7月18日、解任。
1993年10月のモスクワ騒乱事件には、最高会議側に参加し、「影の内閣」の保安相となる。10月4日に逮捕され、1994年2月26日、恩赦により釈放。
1995年7月21日、別荘において脳卒中のため死亡。54歳没。